# Володько, Евгений Иванович
Евгений Иванович Володько (3 января 1941 года, д. Хоревщина, Сенненский район, Витебская область, БССР, СССР - 26 сентября 1998 года, Минск, Белоруссия) – советский и белорусский инженер путей сообщения. Начальник Белорусской железной дороги в 1993-1998 годах. В 1994-1996 годах - заместитель министра транспорта и коммуникаций Республики Беларусь.

## Биография
В 1959 году окончил Оршанский техникум железнодорожного транспорта. 
В 1959-1965 годах работал на Северной дороге в Вологодской области. Начинал дежурным по станции и старшим помощником начальника станции Шексна, был секретарем Вологодского райкома комсомола. С 1965 года работал на Белорусской железной дороге (диспетчер и дежурный станции Молодечно, диспетчер и дежурный Минского отделения, заместитель начальника службы движения Управления железной дороги, в 1984–1989 годах – начальник Минского отделения).
В 1980 году окончил Белорусский институт инженеров железнодорожного транспорта.
Окончил Институт управления Академии народного хозяйства СССР.
С 1989 по 1993 год был председателем Дорпрофсожа, Он умел находить общий язык с разными людьми, часто бывал на предприятиях дороги. Его очень уважали – прежде всего за то, что обещания руководителя отрасли всегда воплощались в жизнь. Среди приоритетов Евгения Ивановича – освоение новых видов ремонта подвижного состава. Если ранее моторвагонный подвижной состав приходилось ремонтировать в России, то в 90-е годы ситуацию удалось изменить. В локомотивном депо Лида был организован ремонт дизель-поездов, а в Барановичском депо – электропоездов. Также реконструировали вагонные депо в Витебске, Могилеве и Жлобине.
Немало на магистрали возводилось жилья, в Барановичском отделении был построен едва ли не самый лучший в республике санаторий «Магистральный», решались другие социальные вопросы. 
С 1993 по 1998 год – начальник Белорусской железной дороги и одновременно заместитель министра транспорта и коммуникаций Республики Беларусь (1994–1996). Он сумел создать команду единомышленников из руководителей Управления и отделений дороги, структурных подразделений, предприятий дорожного подчинения. Это было крайне актуально после развала СССР, когда Белорусская железная дорога, как и многие другие предприятия, оказалась перед чередой проблем (как производственных, так и социальных), которые нужно было безотлагательно решать, причем исключительно своими силами. Под руководством Евгения Ивановича Белорусская железная дорога прошла этот сложный период в направлении созидания и развития.
По воспоминаниям бывшего министра путей сообщения России Геннадия Фадеева, он первым из руководителей железных дорог бывшего СССР выступил за создание Совета по железнодорожному транспорту государств – участников Содружества, активно участвовал в его работе. Евгению Ивановичу и его команде удалось решить многие трудные задачи. К примеру, когда шел процесс разделения парка грузовых вагонов и контейнеров между железными дорогами стран СНГ, были должным образом учтены интересы Белорусской магистрали.

Он служил Родине, он служил народу и не жалел ни  себя, своего здоровья, поэтому наверное так рано ушёл из жизни. Старался как пелось в нашей известной песне думать сначала о Родине, а потом о себе. Он действительно человек того времени, когда люди старались всё сделать для других людей, ради своей страны, а потом уже подумать в какой-то степени о себе и о своей семье. Работа, служба народу — это было его кредо и его правило. Вспоминая о нём, об этом светлом, богатой  души человеке, я не могу не преклонить голову перед его памятью.— Николай Иванович Чергинец, председатель Союза писателей Республики Беларусь
Умер 26 сентября 1998 года. Похоронен на Восточном кладбище в Минске.

## Награды
- Орден Трудового Красного Знамени
- Орден «Знак Почета»
- Медаль «За доблестный труд»
- «Почетный железнодорожник»
- «Заслуженный работник транспорта Республики Беларусь»

## Память
Его именем названы одна из улиц Минска, тепловоз ТЭП70 Оршанского локомотивного депо и электропоезд ЭР9ТМ моторвагонного депо Минск.